# جاستن بيرغ
جاستن بيرغ (بالإنجليزية: Justin Berg)‏ هو لاعب كرة قاعدة أمريكي، ولد في 7 يونيو 1984 في أنتيغو في الولايات المتحدة.

## وصلات خارجية
- جاستن بيرغ على موقع دوري كرة القاعدة الرئيسي (الإنجليزية)
- جاستن بيرغ على موقعبيزبول رفرنس.كوم (الدوري الرئيسي) (الإنجليزية)
- جاستن بيرغ على موقعبيزبول رفرنس.كوم (الدوري الثانوي) (الإنجليزية)
- جاستن بيرغ على موقع إي إس بي إن.كوم (أم.أل.بي) (الإنجليزية)
- جاستن بيرغ على موقع مشجعي الرسوم البيانية (الإنجليزية)